# 武功山冬青
武功山冬青（学名：Ilex wugonshanensis）是冬青科冬青属的植物，是中国的特有植物。分布于中国大陆的江西等地，多生于山坡灌丛中，目前已由人工引种栽培。